# غاري موراي
غاري موراي (بالإنجليزية: Gary Murray)‏ (19 أغسطس 1959 بدندي في المملكة المتحدة - ) هو مدرب كرة قدم ولاعب كرة قدم بريطاني في مركز الهجوم. لعب مع نادي هيبرنيان ونادي مونتروز لكرة القدم وفورفار أثلتيك ‏.